# 第一江迎川橋梁

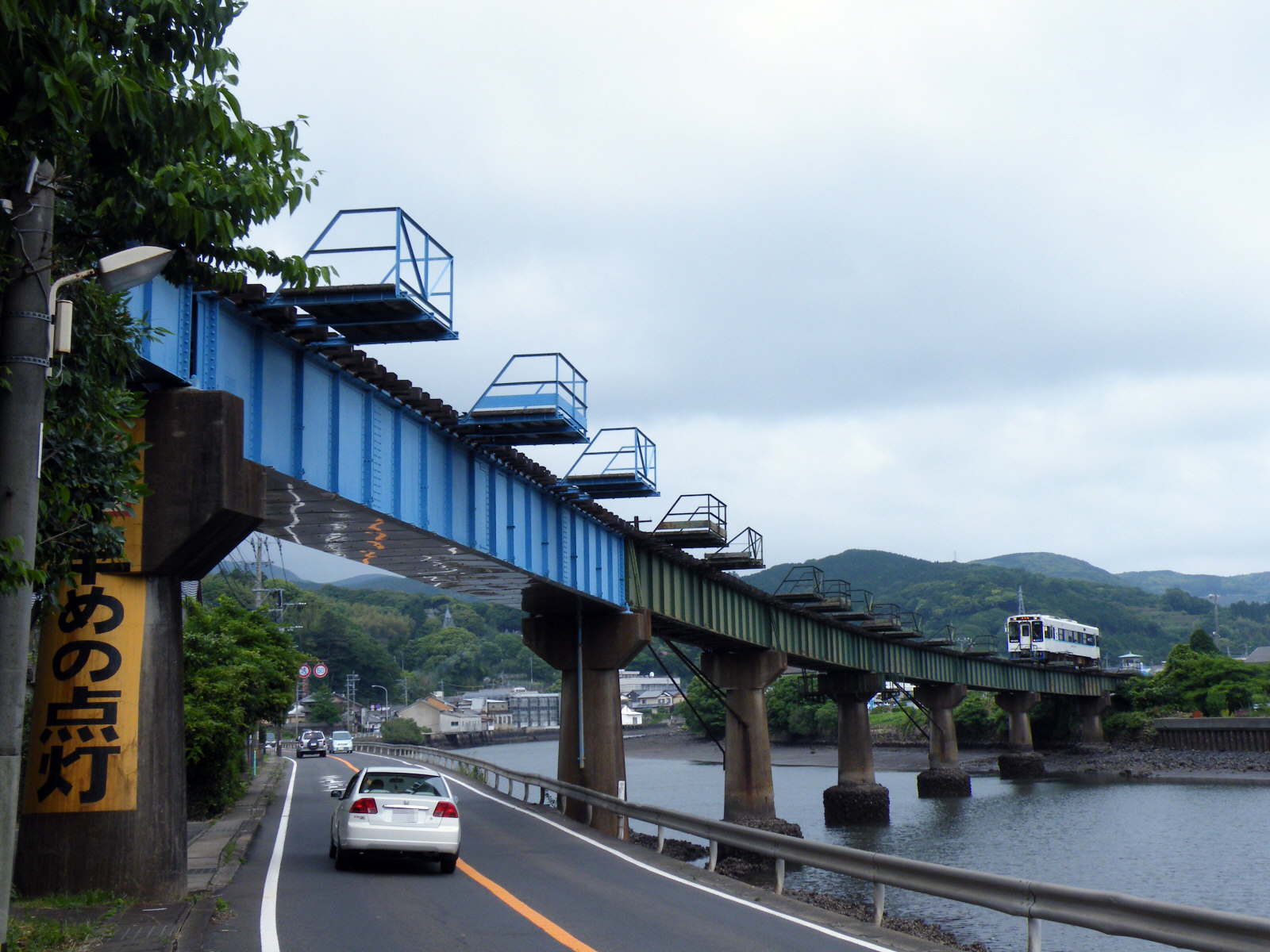
第一江迎川橋梁（2009年6月）
橋下の道路は国道204号

第一江迎川橋梁（だいいちえむかえがわきょうりょう）は、長崎県佐世保市江迎町上川内と同市鹿町町深江潟の境界（松浦鉄道西九州線すえたちばな駅 - 江迎鹿町駅間）となる江迎川に架かる単線鉄道橋である。

## 概要
国鉄伊万里線（後の松浦線、現松浦鉄道西九州線）の延伸に伴い建設されたもので、1939年（昭和14年）1月25日の平戸口（現たびら平戸口） - 潜竜（現潜竜ヶ滝）間の開業時に供用開始された。
江迎駅（現江迎鹿町）と同線最長となる田代トンネル（延長1,370m）の間に位置する地形上の事情と江迎川の船舶航行を妨げないことが求められたため、全国でも例の少ない半径400mのカーブと25パーミルの下り勾配（江迎駅方向）を同時に有する特徴的な橋梁となった。
架橋場所は江迎川河口に近く土質が軟弱であったため、コンクリート製橋脚9本を設けその上に10連の上路鈑桁橋を架けた。橋梁延長は193.35mである。

## アクセス
- 松浦鉄道江迎鹿町駅下車、徒歩約10分。